# Joaquín Michavila
Joaquín Michavila Asensi, Ximo (Alcora, 1926-Albalat de Taronchers, 21 de agosto de 2016) fue un pintor español de la abstracción pictórica.

## Biografía
Nace en Alcora (Castellón) y su familia se desplaza a Valencia en 1932, donde vive hasta 1966. Cursó estudios de Magisterio y Bellas Artes en la Escuela Superior de San Carlos de Valencia. Académico de la Real Academia de Bellas Artes de San Carlos desde 1975, de la que fue elegido presidente el 14 de febrero de 2006.
A lo largo de su vida entró en contacto con numerosos artistas, siendo en primer lugar miembro de Los Siete entre 1949 y 1954 junto a los siguientes artistas: Ángeles Ballester Garcés, Vicente Castellanos Giner, Vicente Fillol Roig, Juan Genovés, Vicente Gómez García, Ricardo Hueso de Brugada, Juan Bautista Llorens Riera, José Masiá Sellés y Eusebio Sempere. También formó parte del Grupo Parpalló entre 1956 y 1961, a la vez que lo fue del Movimiento Artístico del Mediterráneo durante el mismo periodo de tiempo, y posteriormente sería miembro del grupo Antes del Arte entre 1968 y 1969.

## Obra
En una primera etapa artística, Michavila se adentra en el paisajismo desde un prisma expresionista, lo cual supone la representación de paisajes sobrios y austeros, cargados de cierto oscurantismo. Su objetivo entonces era el de captar la esencia de la naturaleza y la vastedad de los paisajes, así como su soledad, trabajando sobre grandes panorámicas. Estos trabajos ocupan la práctica totalidad de la década de los cincuenta, alcanzando su punto álgido en los años de 1959 y 1960.
El periodo constructivista sucede a su primera etapa y, dentro de la obra de Michavila, es resultado de un proceso de análisis en el que el artista buscó la belleza artística a través de la razón, recurriendo a aspectos tales como la geometría y la matemática. Se nutrió de escritos sobre topología euclidiana, proporciones áureas, estudios de simetría e incluso análisis de construcciones de la antigüedad como el Partenón.
Puede considerarse que el periodo constructivista más rico se desarrolló entre 1967 y 1978, habiéndose nutrido, para llegar a las conclusiones formales que dieron lugar a esta etapa, de artistas como Piet Mondrian, Kazimir Malévich, Richard Mortensen o Auguste Herbin. También fueron fuente de inspiración las obras de Georges Braque y Pablo Picasso, quienes le llevan a interesarse por las formas cada vez más puras y, por ende, las estructuras geométricas.
El final de esta etapa coincide con la celebración de la muestra 'Forma y medida en el arte español actual', que fue organizada por la Dirección General del Patrimonio Artístico teniendo lugar en la Biblioteca Nacional de Madrid en 1977. En esta exhibición coincidiría con artistas valencianos de gran reconocimiento como Andreu Alfaro, Eusebio Sempere, Soledad Sevilla, Salvador Soria o el valenciano de adopción José María Yturralde.
Tras este periodo regresa al paisajismo ecologista con una serie que alcanzará gran popularidad: El llac (El lago). Michavila se traslada de Valencia a Albalat dels Tarongers, de donde eran oriundos sus padres, permitiéndole entrar en contacto directo con la naturaleza. En este periodo destaca un mayor empleo de tonalidades vivas y, por tanto, paisajes más alegres que en la primera etapa, y de igual manera más dinámicos, con trazos más fuertes. El nombre de la serie viene dado por la Albufera de Valencia, paraje natural por el que el artista sintió una gran atracción. 
Sus pinturas dotan de una identidad propia a la Albufera, la ponen en valor y reivindican su importancia, y técnicamente pueden dividirse, en la mayoría de los casos, en un espacio inferior que, presidido por el agua, recoge el reflejo de toda la riqueza plástica captada en la parte superior, mostrando, además de las dotes técnicas de Michavila, un lirismo que acaba actuando como hilo argumental de la propia serie.
La serie "El riu" (El río), surge como continuación de la de "El llac", aunque se extiende solamente durante unos pocos meses. Se mantiene dentro del paisajismo y utiliza como escenario de representación la ribera del Júcar y del Turia, plasmando fragmentos de sendos cauces vistos desde lo alto.
De manera paralela a esta serie comienza a trabajar con otra bautizada como "Espais acotats" (Espacios acotados), que también se apoya en el paisajismo, aunque en este caso centrándose en la periferia de la ciudad.
La última serie en la que trabajó dio comienzo con la llegada de los años noventa y fue llamada "Contrapunto", un término eminentemente musical. Esta se desarrolló en una estética tenebrista y técnicamente Michavila hizo uso de la técnica del collage empleando papel de arroz japonés. La música empieza a jugar un papel fundamental y comienza a crear obras íntimas y muy personales con la oscuridad como elemento diferenciador. Y de ahí brota una serie, de muchas y variadas piezas musicales de autores vanguardistas como Schönberg, Luis de Pablo o Paco Llácer.
Etapas:
- 1952-1960: Paisajismo.
- 1960-1978: Constructivismo.
- 1978-1990: Paisajismo (Series El llac y El riu).
- 1990-2016: Tenebrismo (Serie Contrapunto).

Sus obras han sido expuestas en todo el mundo, como el Museo Nacional de Arte de Tokio (Japón), Florencia, Basilea, la International House de Denver (Estados Unidos), el Palacio de Bellas Artes de Bruselas (Bélgica), el Ateneum de Helsinki (Finlandia), la Tiergarten de Berlín (Alemania), Bonn, la Akademie der Bildenden Kunste de Viena (Austria), Venecia, Buenos Aires, la D'Arcy Gallery de Nueva York (Estados Unidos), la Bells Gallery de San Francisco (Estados Unidos), habiendo participado en la III Bienal de Alejandría (Egipto), y la VI Bienal de São Paulo (Brasil).
Colaboró en la creación del Museo de Villafamés, del que fue vicepresidente varios años.

## Premios
- 8 de octubre de 2001 Distinción de la Generalidad Valenciana al Mérito Cultural.
- 2006 Medalla de Oro de la Ciudad de Valencia.
- 2007 Premio de Artes Plásticas de la Generalidad Valenciana.[8]